# Maglia rosa
La maglia rosa (pronunciación en italiano: /ˈmaʎ.ʎa ˈrɔ.za/, como español malla) (en francés: maillot rosa) es la prenda de color rosa distintiva del líder de la clasificación general de ciertas carreras ciclistas por etapas, especialmente el Giro de Italia.

## Giro de Italia
La maglia rosa o maillot rosa es el distintivo que la lleva el ciclista que ocupa la primera posición de la clasificación general del Giro de Italia desde 1931. El color fue elegido por ser el mismo que emplea el diario deportivo La Gazzetta dello Sport para sus páginas. Learco Guerra fue el primero en llevar este maglia, tras su victoria en la primera etapa del Giro de Italia de 1931.
El récord de 76 días en carrera con la maglia rosa está en poder de Eddy Merckx.

### Jornadas vistiendo la Maglia Rosa

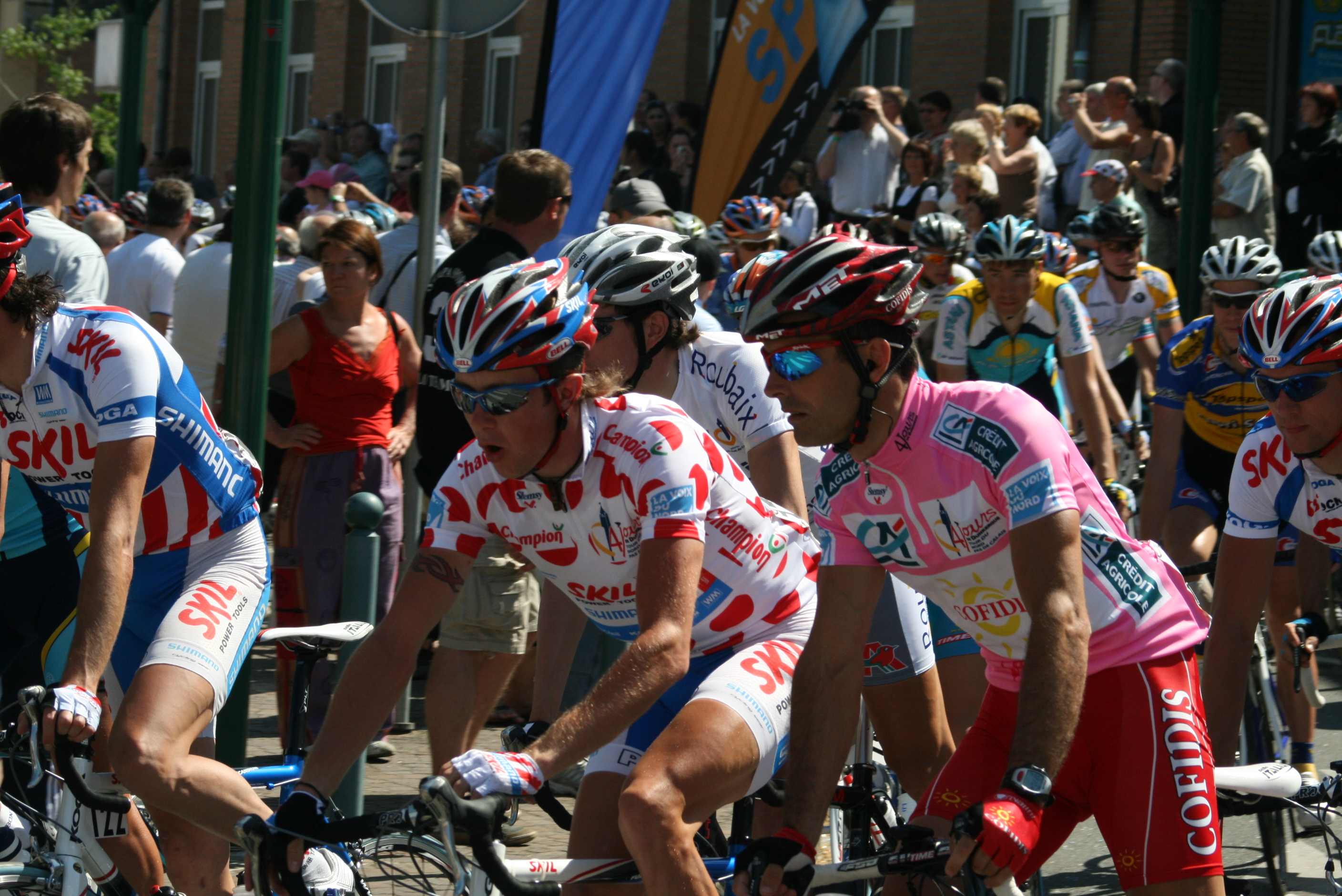
Stéphane Augé, vestido con la maglia rosa a los Cuatro días de Dunkerque, en 2008.

Estadísticas actualizadas hasta la edición 2024. Corredores activos en negrita.
| Pos. | Nombre              | Maglias rosas | N.º de victorias | Años                         |
| ---- | ------------------- | ------------- | ---------------- | ---------------------------- |
| 1    | Eddy Merckx         | 76            | 5                | 1968, 1970, 1972, 1973, 1974 |
| 2    | Alfredo Binda       | 61            | 5                | 1925, 1927, 1928, 1929, 1933 |
| 3    | Francesco Moser     | 50            | 1                | 1984                         |
| 4    | Giuseppe Saronni    | 48            | 2                | 1979, 1983                   |
| 5    | Gino Bartali        | 42            | 3                | 1936, 1937, 1946             |
| 5    | Jacques Anquetil    | 42            | 2                | 1960, 1964                   |
| 7    | Fausto Coppi        | 31            | 5                | 1940, 1947, 1949, 1952, 1953 |
| 7    | Bernard Hinault     | 31            | 3                | 1980, 1982, 1985             |
| 9    | Miguel Induráin     | 29            | 2                | 1992, 1993                   |
| 10   | Costante Girardengo | 26            | 2                | 1919, 1923                   |
| 10   | Roberto Visentini   | 26            | 1                | 1986                         |
| 12   | Gilberto Simoni     | 24            | 2                | 2001, 2003                   |
| 12   | Fiorenzo Magni      | 24            | 3                | 1948, 1951, 1955             |
| 14   | Alberto Contador    | 23            | 2                | 2008, 2015                   |
| 14   | Hugo Koblet         | 23            | 1                | 1950                         |
| 14   | Giovanni Valetti    | 23            | 2                | 1938, 1939                   |
| 17   | Johan De Muynck     | 22            | 1                | 1978                         |
| 18   | Franco Chioccioli   | 21            | 1                | 1991                         |
| 18   | Tony Rominger       | 21            | 1                | 1995                         |
| 20   | Gianni Bugno        | 20            | 1                | 1990                         |
| 20   | Tadej Pogačar       | 20            | 1                | 2024                         |
| 20   | Felice Gimondi      | 20            | 3                | 1967, 1969, 1976             |
| 20   | Vincenzo Nibali     | 20            | 2                | 2013, 2016                   |
| 20   | Pavel Tonkov        | 20            | 1                | 1996                         |
| 25   | Vittorio Adorni     | 19            | 1                | 1965                         |
| 25   | Ivan Basso          | 19            | 2                | 2006, 2010                   |
| 25   | Charly Gaul         | 19            | 2                | 1956, 1959                   |
| 25   | Eugeni Berzin       | 19            | 1                | 1994                         |
| 29   | Danilo Di Luca      | 18            | 1                | 2007                         |
| 29   | Stephen Roche       | 18            | 1                | 1987                         |
| 31   | Learco Guerra       | 17            | 1                | 1934                         |
| 31   | Carlo Clerici       | 17            | 1                | 1954                         |
| 31   | Tom Dumoulin        | 17            | 1                | 2017                         |
| 31   | Carlo Galetti       | 17            | 2                | 1910, 1911                   |

## Otras competiciones
La maglia rosa distingue al líder de la clasificación general de los Cuatro Días de Dunkerque.
| Carrera                  | Año  | Maillot de la clasificación general | Categoría UCI 2022      |
| ------------------------ | ---- | ----------------------------------- | ----------------------- |
| Giro de Italia           | 1909 | Rosa                                | Primera (UCI WordTour)  |
| Cuatro Días de Dunkerque | 1955 | Rosa                                | Segunda (UCI ProSeries) |